# 19428 Ґрейссюй
19428 Ґрейссюй (19428 Gracehsu) — астероїд головного поясу, відкритий 20 березня 1998 року.
Тіссеранів параметр щодо Юпітера — 3,352.